# Osman Cerfon
Osman Cerfon (* 3. Juni 1981 in Villeneuve la Garenne) ist ein französischer Animationsfilmer und Illustrator.

## Leben
Cerfon wuchs als Kind einer Französin und eines Algeriers auf, lernte seinen Vater jedoch nie kennen. Er studierte zunächst Kommunikation und Grafikdesign in Chaumont und Schöne Künste an der École supérieure d’art d’Épinal. Zu dieser Zeit schrieb Cerfon das Buch Faits d’hivers et d’autres saisons, zu dem er auch die Illustrationen beisteuerte. Es folgte ab 2005 ein Animationsstudium an der Animationsfilmschule La Poudrière in Valence, wo er die Kurzfilme Hors d’œuvre, L’important c’est de gagner (für den Fernsehkanal für Kinder Canal J) sowie bis 2007 seinen Abschlussfilm Tête-à-tête umsetzte.
Ab 2007 war Cerfon an verschiedenen Filmen des Animationsstudios Folimage beteiligt. Beim Animationsstudio Jesuisbiencontent realisierte Cerfon seinen ersten professionellen Animationsfilm Chroniques de la poisse – Pas de peau pour l’ours, der 2010 erschien. Der Film wurde 2011 für den Cristal d’Annecy nominiert und gewann 2012 den Preis für das Beste Erstlingswerk des Hiroshima Kokusai Animation Festivals. Im Jahr 2013 folgte mit Comme des lapins ein zweiter Teil der Chroniques de la poisse-Reihe. Beim Animationsstudio Miyu Productions setzte Cerfon schließlich den Kurzfilm Ich geh mal Zigaretten kaufen um, der 2019 erschien und 2020 für einen César in der Kategorie Bester animierter Kurzfilm nominiert war.

## Filmografie
- 2010: Chroniques de la poisse – Pas de peau pour l’ours
- 2013: Chroniques de la poisse – Comme des lapins
- 2018: Ich geh mal Zigaretten kaufen (Je sors acheter des cigarettes)

## Auszeichnungen (Auswahl)
- 2011: Prix Canal+ aide à la création sowie Nominierung Cristal d’Annecy, Festival d’Animation Annecy, für Chroniques de la poisse – Pas de peau pour l’ours
- 2012: Preis für das Beste Erstlingswerk sowie Nominierung Grand Prix, Hiroshima Kokusai Animation Festival, für Chroniques de la poisse – Pas de peau pour l’ours
- 2013: Besondere Erwähnung der Jury (nationaler Wettbewerb), Festival du Court-Métrage de Clermont-Ferrand, für Chroniques de la poisse – Comme des lapins
- 2018: Medien Patent Verwaltung AG Award sowie Nominierung Pardino d’oro als bester internationaler Kurzfilm, Locarno Film Festival, für Ich geh mal Zigaretten kaufen
- 2018: Nominierung Grand Prix (nationaler Wettbewerb), Festival du Court-Métrage de Clermont-Ferrand, für Ich geh mal Zigaretten kaufen
- 2018: Prix Émile-Reynaud für Ich geh mal Zigaretten kaufen
- 2019: Nominierung Cristal d’Annecy, Festival d’Animation Annecy, für Ich geh mal Zigaretten kaufen
- 2020: César-Nominierung, Bester animierter Kurzfilm, für Ich geh mal Zigaretten kaufen
- 2020: Nominierung Annie Award, Bester Kurzanimationsfilm, für Ich geh mal Zigaretten kaufen